# Auguste Le Breton
Auguste Le Breton, pseudonym för den franske författaren Auguste Montfort, född 18 februari 1913 i Lesneven, död 31 maj 1999 i Saint-Germain-en-Laye.
Han är mest känd känd för romanen Rififi (Du rififi chez les hommes) som utkom 1954 och året efter filmatiserades av Jules Dassin.

## Svenska översättningar
- Rififi (Du rififi chez les hommes) (översättning Bengt Söderbergh, Wahlström Widstrand, 1957)
- Razzia i Paris (Rafles sur la ville) (översättning B. Jacobson, Albatross, 1958)